# Hassan Akesbi
Hassan Akesbi (en árabe: حسن أقصبي‎; Tánger, Zona Internacional de Tánger, 5 de diciembre de 1934-9 de noviembre de 2024) fue un futbolista de Marruecos que jugó en la posición de delantero centro.

## Carrera

### Club
| Periodo   | Club            |
| --------- | --------------- |
| 1952-1955 | FUS Rabat       |
| 1955-1961 | Nîmes Olympique |
| 1961-1963 | Stade de Reims  |
| 1964      | AS Monaco       |
| 1964-1965 | Stade de Reims  |
| 1965-1970 | FUS Rabat       |

### Selección nacional
Jugó para Marruecos en 11 ocasiones de 1960 a 1970 y anotó nueve goles.

## Logros

### Club
- Ligue 1 (1): 1962
- Copa de Francia (2): 1958, 1961
- Copa Charles Drago (1): 1956
- Trofeo Mohamed V (1): 1962
- Copa del Trono (1): 1967

### Individual
- Máximo goleador africano de la historia en la Ligue 1: 173 goles en 293 partidos.
- Goleador histórico del Nîmes Olympique con 140 goles.
- 12° goleador histórico de la Ligue 1: 173 goles en 293 partidos.
- Lista de los 200 mejores futbolistas de la historia de la Confederation of African Football (CAF) en los últimos 50 años.[2]